# Balbisia miniata
Balbisia miniata är en tvåhjärtbladig växtart som först beskrevs av Ivan Murray Johnston, och fick sitt nu gällande namn av Descole, O'donell och Lourteig. Balbisia miniata ingår i släktet Balbisia och familjen Vivianiaceae. Utöver nominatformen finns också underarten B. m. anomala.